# Digitalis parviflora
Digitalis parviflora is een kruidachtige plant die endemisch is in het Cantabrisch Gebergte in Noord-Spanje.
Het is een vingerhoedskruid met talrijke goudbruine en voor het geslacht kleine bloemen.

## Naamgeving en etymologie
- Spaans: Calzones de cuquillo, berimio, berimiu

De botanische naam Digitalis is afkomstig van het Latijnse digitus (vinger). De soortaanduiding parviflora is afkomstig van het Latijnse parvus (klein) en flos (bloem), vanwege zijn in verhouding kleine bloemen.

## Kenmerken
D. parviflora is een één- of tweejarige plant met tot 60 cm hoge bloemstengel, onderaan kaal en naar boven toe pluizig behaard. De bladeren staan onderaan in een bladrozet, hogerop verspreid ingeplant, lancetvormig tot ovaal, tot 20 cm lang, gaafrandig of met enkele stompe tanden.
De bloeiwijze is een tot 50 cm lange, dichtbloemige tros met talrijke bloemen op de top van de bloemstengel. De bloemen zijn klok- tot buisvormig, gebogen, tot 2 cm lang, roest- tot goudbruin met donkere nerven, aan de binnenzijde geel gekleurd. De bloemkroon bestaat uit vijf tot een buis gefuseerde kroonbladen, waarvan de onderste een stuk langer is en een bloemlip vormt, die aan de top wit behaard is. Er zijn vier meeldraden en een bovenstandig vruchtbeginsel. De vrucht is een kegelvormige doosvrucht.
De plant is zeer giftig. 
D. parviflora bloeit van juli tot september.

## Habitat en verspreiding
D. parviflora komt vooral voor op droge, stenige, kalkrijke tot matig zure en voedselarme bodems op warme en zonnige plaatsen, zoals in kalkgraslanden, struwelen en op rotsige hellingen, van zeeniveau tot op 1600 m.
De plant is endemisch in het Cantabrisch Gebergte in Noord-Spanje.
... · D. canariensis · D. ciliata · D. davisiana · D. dubia · D. ferruginea · D. grandiflora (Grootbloemig vingerhoedskruid) · D. laevigata · D. lanata (Wollig vingerhoedskruid) · D. lutea (Geel vingerhoedskruid) · D. mariana · D. obscura · D. parviflora · D. purpurea (Gewoon vingerhoedskruid) · D. thapsi · D. viridiflora · ...